# Altaria
Altaria (z łac. altare – ołtarz, fundusz albo zapis na utrzymanie ołtarza lub kaplicy w kościele) – rodzaj fundacji (prebendy) kościelnej, której celem jest sprawowanie kultu przez altarystę przy wyznaczonym specjalnie do tego celu ołtarzu. Uposażenie altarii było związane z ołtarzem w kościele kolegiackim lub parafialnym, rzadziej innym.